# Préfecture d'Agadir Ida-Outanane
Ne pas confondre avec l'ancienne province d'Agadir.
La préfecture d'Agadir Ida-Outanane est une subdivision à dominante urbaine de la région marocaine de Souss-Massa. Son chef-lieu est Agadir.

## Géographie
La préfecture d'Agadir Ida-Outanane est située au nord-ouest de la région de Souss-Massa, elle couvre une superficie de 2 297 km².
Elle est bordée par :
- la province d'Essaouira au nord ;
- la province de Taroudant à l'est ;
- la préfecture d'Inezgane-Aït Melloul au sud ;
- l'océan Atlantique à l'ouest.

|                  | province d'Essaouira (Marrakech-Tensift-Al Haouz) |                                     |
| Océan Atlantique | préfecture d'Agadir Ida-Outanane                  | province de Taroudant (Souss-Massa) |
|                  | préfecture d'Inezgane-Aït Melloul (Souss-Massa)   |                                     |

## Histoire
La préfecture d'Agadir Ida-Outanane a été créée en 1994 – décret no 2-94-64 du 24 mai – par démembrement de la province d'Agadir. Avant sa création, son territoire et celui de la préfecture d'Inezgane-Aït Melloul et de la province de Chtouka-Aït Baha étaient intégrés dans la province d'Agadir. La préfecture se trouve intégrée dans la Région du Sud, créée en 1971.
À sa création en 1994, la préfecture englobait seize communes dont quatre municipalités au sein de cinq caïdats relevant d'un seul cercle. À partir de 1997, dans le cadre d'un nouveau découpage territorial, la préfecture d'Agadir Ida-Outanane se trouve désormais dans la région de Souss-Massa-Drâa.
Lors de la réforme de 2003, la préfecture qui comptait seize communes, n'en compte plus que treize avec la disparition des communes de Tikioune, d'Anza et de Bensergao qui ont été absorbées par Agadir. Ainsi il ne reste plus qu'une seule commune urbaine dans la préfecture. Les douze communes restantes sont rurales avec toutefois deux villes ou centres urbains implantés dans deux de ces communes. Cinq caïdats relevant d'un cercle englobent toutes ces communes.
En 2013, le Conseil de gouvernement adopte un projet de décret no 2-13-126 portant création de nouveaux cercles et caïdats. Le nombre de caïdats passe de 604 à 639 tandis que celui des cercles de 185 à 190. La préfecture d'Agadir Ida-Outanane est la seule préfecture du Royaume qui enregistre des changements. Ainsi, la création d'un nouveau cercle : le cercle d'Agadir-Atlantique et du caïdat de Taghazout à partir du territoire de celui d'Aourir devrait permettre la restructuration de l'administration territoriale et des services sécuritaires. Les caïdats d'Aourir, de Taghazout, d'Imouzzer et de Tamri sont rattachés au cercle d'Agadir-Atlantique, tandis que les caïdats d'Amskroud et de Drargua sont toujours rattachés au cercle d'Agadir-Banlieue.
Depuis 2015, dans le cadre du nouveau découpage régional, la région de Souss-Massa-Draâ est remplacée par la nouvelle région de Souss-Massa. La préfecture d'Agadir Ida-Outanane est donc intégrée à cette nouvelle région.

## Administration et politique

### Découpage territorial
Selon la liste des cercles, des caïdats et des communes de 2008, telle que modifiée en 2013 :
- la préfecture d'Agadir Ida-Outanane est composée de 13 communes, dont une commune urbaine (ou municipalité) : Agadir, son chef-lieu.
- les 12 communes rurales restantes sont rattachées à 6 caïdats, eux-mêmes rattachés à 2 cercles :
  - cercle d'Agadir-Banlieue :
    - caïdat d'Amskroud : Amskroud et Idmine ;
    - caïdat de Drargua : Drargua ;

  - cercle d'Agadir-Atlantique :
    - caïdat d'Aourir : Aourir ;
    - caïdat de Taghazout : Taghazout et Aqsri ;
    - caïdat d'Imouzzer : Imouzzer, Tiqqi, Tadrart et Aziar ;
    - caïdat de Tamri : Tamri et Imsouane.

Trois de ses localités sont considérées comme des villes : la municipalité d'Agadir et les centres urbains des communes rurales d'Aourir et de Drargua.

## Démographie

### Évolution démographique
La population totale de la préfecture d'Agadir Ida-Outanane est passée, de 2004 à 2014, de 487 954 à 600 599 habitants.
| Année                           | Population totale | Population urbaine | Population rurale | Ménages |
| ------------------------------- | ----------------- | ------------------ | ----------------- | ------- |
| 1994                            | 366 193           | 266 217            | 99 976            | 70 852  |
| 2004                            | 487 954           | 394 987            | 102 967           | 103 395 |
| 2014                            | 600 599           | 508 155            | 92 444            | 143 752 |
| Données issues de recensements, |                   |                    |                   |         |

### Population totale par commune
| Villes                          | 2004    | 2014    | 2024    | Taux d'accroissement |
| ------------------------------- | ------- | ------- | ------- | -------------------- |
| Agadir                          | 346 106 | 421 844 | 504 768 | 21,9 %               |
| Amskroud                        | 10 020  | 9 351   | 9 648   | - 6,7 %              |
| Aourir                          | 27 483  | 36 948  | 46 032  | 34,4 %               |
| Aqsri                           | 4 873   | 4 128   | 3333    | - 15,3 %             |
| Aziar                           | 3 803   | 2 948   | 2 053   | - 22,5 %             |
| Drargua                         | 37 115  | 70 793  | 107 621 | 90,7 %               |
| Idmine                          | 4 279   | 3 179   | 2 715   | - 25,7 %             |
| Imouzzer                        | 6 351   | 5 402   | 4 087   | - 14,9 %             |
| Imsouane                        | 9 353   | 8 866   | 7 246   | - 5,2 %              |
| Tadrart                         | 5 703   | 4 530   | 2 899   | - 20,6 %             |
| Taghazout                       | 5 348   | 5 260   | 4 861   | - 1,65 %             |
| Tamri                           | 17 442  | 18 577  | 19 790  | 6,5 %                |
| Tiqqi                           | 10 078  | 8 873   | 6 378   | - 12 %               |
| Données issues de recensements, |         |         |         |                      |

### Population urbaine par commune
La population urbaine de la préfecture d'Agadir Ida-Outanane est passée, de 2004 à 2014, de 394 987 à 508 155 habitants.
| Villes                          | 2004    | 2014    | Taux d'accroissement |
| ------------------------------- | ------- | ------- | -------------------- |
| Agadir                          | 346 106 | 421 844 | 21,9 %               |
| Aourir                          | 21 810  | 35 365  | 62,15 %              |
| Drargua                         | 17 071  | 50 946  | 198,4 %              |
| Données issues de recensements, |         |         |                      |

### Population rurale par commune
La population rurale de la préfecture d'Agadir Ida-Outanane est passée, de 2004 à 2014, de 102 967 à 92 444 habitants,.
| Population Rurale par Commune   | 2004   | 2014   | Taux d'accroissement |
| ------------------------------- | ------ | ------ | -------------------- |
| Amskroud                        | 10 020 | 9 351  | - 6,7 %              |
| Aourir                          | 5 673  | 1 583  | - 72,1 %             |
| Aqsri                           | 4 873  | 4 128  | - 15,3 %             |
| Aziar                           | 3 803  | 2 948  | - 22,5 %             |
| Drargua                         | 20 044 | 19 847 | - 1 %                |
| Idmine                          | 4 279  | 3 179  | - 25,71 %            |
| Imouzzer                        | 6 351  | 5 402  | - 14,9 %             |
| Imsouane                        | 9 353  | 8 866  | - 5,2 %              |
| Tadrart                         | 5 703  | 4 530  | - 20,6 %             |
| Taghazout                       | 5 348  | 5 260  | - 1,65 %             |
| Tamri                           | 17 442 | 18 577 | 6,5 %                |
| Tiqqi                           | 10 078 | 8 873  | - 12 %               |
| Données issues de recensements, |        |        |                      |